# Simona Kijonková
Simona Kijonková (* 2. června 1977 Karlovy Vary) je česká podnikatelka, zakladatelka technologicko-logistické firmy Zásilkovna a také spolumajitelka a generální ředitelka holdingu Packeta.

## Život
Má dva mladší sourozence. Když jí bylo třináct let, její rodiče se rozvedli a ona zůstala se sourozenci u matky. V dospívání si Kijonková přivydělávala rozvozem letáků propagujících nabídku restaurace. Poté, během studií, dělala pokojské služby či servírku, hlídala děti a byla i zaměstnaná v bance. Ve svém rodném městě vystudovala obchodní akademii a po ní pokračovala v bakalářském studijním programu na Univerzitě Jana Evangelisty Purkyně v Ústí nad Labem. Na studia si po dobu tří let přivydělávala jako sanitářka v nemocnici. Pak na magisterské studium přešla do Prahy na Vysokou školu ekonomickou, kde se na Podnikohospodářské fakultě věnovala řízení podniku. Po škole nastoupila do poradenské firmy a stala se následně členkou jejího vedení.
V roce 2008 se rozhodla zkusit si vlastní podnikání a s kamarádkou založila reklamní agenturu, avšak neuspěly. Následně se jí však podařilo vybudovat logistickou firmu. Nejprve roku 2010 založila společnost Zásilkovna a poté spoluzakládala i celý holding Packeta, jehož je generální ředitelkou. Součástí uskupení je kromě Zásilkovny dalších čtrnáct firem.
V komunálních volbách v roce 2014 kandidovala z 2. místa kandidátky hnutí ANO do zastupitelstva MČ Praha 14. Následně byla zvolena. V roce 2018 byla znovuzvolena, a to z pozice lídra kandidátky hnutí ANO v Praze 14.
Za rok 2017 bylo Kijonkové uděleno ocenění pražský podnikatel roku. V roce 2020 byla Kijonková v souvislosti s pandemií covidu-19 jmenována členkou Národní ekonomické rady vlády (NERV). Simona Kijonková se stala finalistkou a kandidátkou na titul EY Podnikatel roku 2021 České republiky. 
Na vysoké škole se začátkem roku 2002 seznámila s Jaromírem Kijonkou, který toho roku promoval. Po pětileté známosti se v roce 2007 vzali a vychovávají spolu tři děti. Kijonková se rovněž účastnila televizního pořadu Milionář mezi námi vysílaného televizí Prima, jehož účastníci mají za úkol vyzkoušet si vyžít během jednoho týdne s částkou 550 korun na celé období.

## Nadační fond Simony Kijonkové
V březnu 2022 spustila Simona Kijonková oficiálně svůj nadační fond. Hlavními směry podpory jsou znevýhodněné děti, samoživitelé a technologie, které lidem usnadňují život. Rozpočet fondu pro rok 2022 činil 4 miliony korun, další finance chce Kijonková získávat prostřednictvím crowdfundingu. Zásilkovna Simony Kijonkové dlouhodobě spolupracuje s Nadací rozvoje občanské společnosti, Nadačním fondem Veroniky Kašákové, humanitární organizací ADRA, spolkem Silou hlasu a dalšími. Na tyto aktivity Nadační fond Simony Kijonkové naváže.  V roce 2022 věnoval Nadační fond Simony Kijonkové na podporu charitativních aktivit téměř 4,5 milionu korun. Během prvního roku své existence podpořil Fond částkou 2,9 milionu Kč více než 60 projektů zaměřených na pomoc lidí, a především dětí v nouzi. Fond ve spolupráci se Zásilkovnou a celou skupinou Packeta realizuje pro dobročinné organizace také dopravu zásilek za zvýhodněnou cenu. Celková hodnota poskytnuté dopravy byla 1,5 milionu korun.[zdroj⁠?!] Nejvíce podpořených projektů v roce 2022 bylo zaměřených na děti, do této oblasti směřovala částka přes 2 miliony. Nejčastěji příspěvek putoval na úhradu mzdových nákladů, v druhé polovině roku pak v souvislosti s inflací přibylo žádostí i na úhradu zvýšených nákladů na nájemné a energie.